# 船本弘毅
船本 弘毅（ふなもと ひろき、1934年9月8日 - 2018年8月20日）は、日本の聖書学者。関西学院大学名誉教授。

## 経歴
静岡県出身。
1957年、関西学院大学神学部新約聖書学卒。1959年、同大学院神学研究科修士課程修了。
ニューヨークのユニオン神学大学院に学んだのち、スコットランドのセントアンドリュース大学大学院で修士および博士号（Ph.D.）取得。
関西学院大学社会学部助教授、教授、宗教総主事。1998年、退任。のち東京女子大学学長、東洋英和女学院院長・東洋英和女学院大学学長。のち退任。
2018年8月20日に胆管癌のため死去。83歳没。
1982年、サムエル・ラザフォード賞受賞。

## 著書
- 『こどものいのり』（日本基督教団出版局） 1985年
- 『聖書の世界 旧約を読む』（創元社） 1989年
- 『キリスト教入門 5 キリスト教と現代』（日本基督教団出版局） 1995年
- 『聖書の世界 - 新約を読む』（創元社） 1997年
- 『イエスの譬話 生きる道しるべ』（河出書房新社） 2002年
- 『あなたを生かすことば 聖書に学ぶ』（いのちのことば社、フォレストブックス） 2006年
- 『教育の大きな忘れもの』（創元社） 2007年
- 『人を生かすキリスト教教育』（創元社） 2008年
- 『新約聖書イエスのたとえ話をよむ（上下）』（日本放送出版協会、NHK宗教の時間） 2009年

### 共編著
- 『十字架から復活の朝へ レント・カレンダー』（小塩トシ子共編、菅井日人写真、日本基督教団出版局） 2001年
- 『聞いて楽しむ聖書のことば』（編著、創元社、CDブック 聞き読み教養ライブラリー） 2010年

## 翻訳
- 『原色 聖書の歴史』（サムエル・テリエン、小林宏共訳、創元社） 1965年
- 『世俗化時代の人間』（H・コックス、新教出版社） 1969年
- 『神とこの世』（J・マッコーリー、新教出版社、現代神学の潮流） 1971年
- 『憎しみあるところに愛を』（アラン・ペイトン、日本基督教団出版局） 1986年
- 『キリスト教信仰と倫理』（P・レーマン、古屋安雄共訳、ヨルダン社） 1992年
- 『イエスとともに祈る365日』（E・H・ピーターソン、比企敦子共訳、日本基督教団出版局） 1999年
- 『詩編とともに祈る365日』（ユージン・H・ピーターソン、比企敦子共訳、日本キリスト教団出版局） 2005年

## 参考
- 図説 地図とあらすじで読む聖書 - 紀伊国屋書店BookWeb
- J-GLOBAL 研究者の詳細情報 船本弘毅